# Georg Joseph Götz

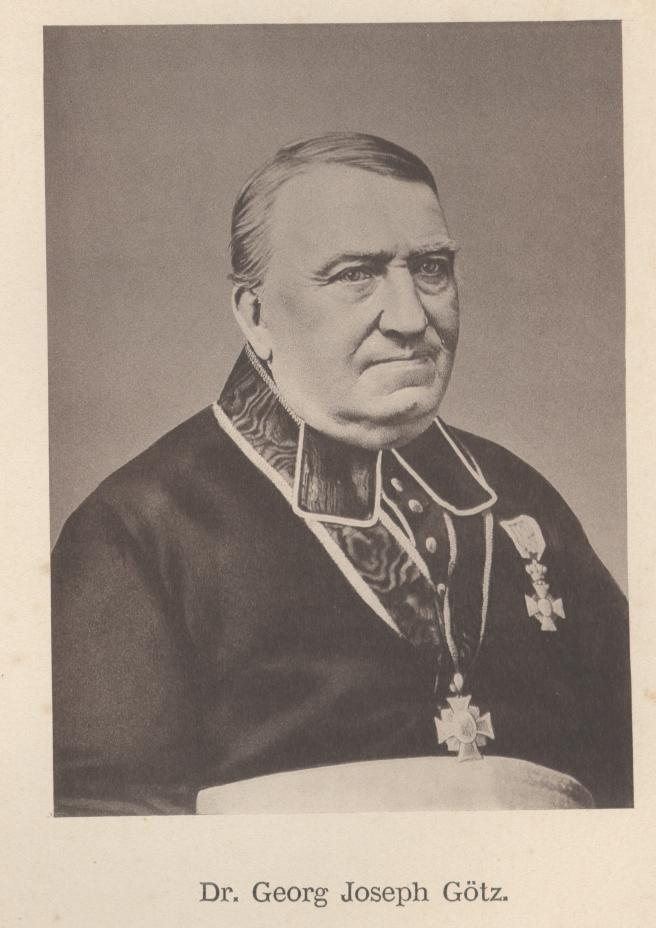
Georg Joseph Götz

Georg Joseph Götz (* 17. Januar 1802 in Burglengenfeld, Oberpfalz; † 3. Januar 1871 in Würzburg) war katholischer Priester, Domkapitular der Diözese Würzburg und Abgeordneter des Bayerischen Landtags in München.

## Leben und Wirken
Geboren im oberpfälzischen Burglengenfeld schloss Georg Joseph Götz 1821 das (heutige) Wilhelmsgymnasium München ab, besuchte anschließend die Universität Landshut und trat 1824 in das bischöfliche Priesterseminar zu Regensburg über; am 1. Mai 1825 erhielt er in Regensburg die Priesterweihe. 
Nach zweijähriger Verwendung als Kaplan in Sallern bzw. Eilsbrunn berief man ihn als Studienlehrer an die Lateinschule nach Ingolstadt. In diesem Amt blieb Götz fünf Jahre und er verfasste hier sein Erstlingswerk „Leitfaden der Bayerischen Geschichte“. 1832 wurde er Pfarrer von Etterzhausen, 1834 von Gnadenberg (zu Berg bei Neumarkt in der Oberpfalz gehörig). Im sogenannten Preußischen Mischehenstreit trat er publizistisch in Erscheinung und verteidigte die katholische Position. 
Seine Schriften erregten die Aufmerksamkeit von König Ludwig I. von Bayern, der Georg Joseph Götz 1840 zum Domkapitular in Würzburg ernannte. Von 1843 bis 1859 war er dort auch Dompfarrer, 1848/1849 gehörte er zu den Mitbegründern der Piusvereine in Franken. 1851 zeichnete man ihn mit dem Ritterkreuz I. Klasse des Verdienstordens vom Heiligen Michael aus, am 12. November 1859 wurde er Würzburger Domdekan, 1865 Offizial des Bistums. Von 1856 bis 1858 saß Götz für den Wahlkreis Aschaffenburg als Abgeordneter im Bayerischen Landtag. Als sich 1869 die Bayerische Patriotenpartei formierte, gehörte er zu den namhaften Unterstützern der Neugründung. Sein letzter überregionaler Auftritt war im November 1870, als Prediger bei der Bayerischen Volkswallfahrt zum Grabe des Hl. Heinrich in Bamberg. Schon bald darauf erkrankte der Priester ernstlich und starb infolge eines Herzleidens am 3. Januar 1871. Laut Sterbebildchen lebte und starb er im Würzburger Palais Marmelstein, Domerschulgasse 2 (heute bischöfliches Ordinariat).
Georg Joseph Götz verfasste einige historische und eine größere Anzahl religiöser Bücher. Viele seiner Predigten erschienen im Druck.

## Werke (Auswahl)
- Leitfaden der Bayerischen Geschichte (Findhinweis).
- Überblick der Hauptmomente aus der Geschichte der Stadt Ingolstadt, 1828 (Kompletscan des Buches).
- Zur Vertheidigung der Katholischen Kirche gegen die Königlich Preussische Religion, 1839 (Kompletscan des Buches).
- Das Ereigniß von Köln in seinen nächsten Folgen, 1839 (Kompletscan des Buches).
- Der Freiherr von Wiesau oder die gemischte Ehe, 1839.
- Trauerrede auf das höchst betrübende Ableben Ihrer Majestät der Königin-Witwe Karoline von Bayern, 1841 (Kompletscan).
- Viktorine, oder die Kraft des Glaubens, 1842.
- Jesus in der Wüste und auf Golgatha (sechs Fastenpredigten), 1843 (Kompletscan des Buches)
- Der Protestantismus in seiner tiefsten Erniedrigung: Ein Zuruf an Deutschland's Protestanten, 1844 (Kompletscan des Buches).
- Jesus und seine Zeitgenossen (sechs Fastenpredigten), 1846 (Kompletscan des Buches).
- Stand-Rede bei der feierlichen Wiederaufrichtung des Marien-Bildes auf der Thurmspitze der Marienkapelle zu Würzburg am 2. Juli 1857 (Kompletscan).
- Trauerrede bei dem ersten feierlichen Seelengottesdienste für weiland Sr. Majestät Maximilian II., König von Bayern, im Dom zu Würzburg, 1864 (Kompletscan).